# Why Women Sin
Why Women Sin er en amerikansk stumfilm fra 1920 af Burton L. King.

## Medvirkende
- Anna Luther som Dorothy Pemberton
- E.J. Ratcliffe som Philip Pemberton
- Ivy Ward som Grace
- Claire Whitney
- Charles K. Gerrard
- Al Hart som Horton
- Jack W. Johnston som Morelake